# 姬觉弥
姬觉弥（1885年—1964年）生于江苏省徐州府睢宁县，爱俪园总管、哈同洋行经理、仓圣明智大学校长。

## 生平
姬觉弥本名潘小孬，清光绪十一年（1885年），出生于江苏省徐州府睢宁县高作镇东南3华里潘家庄的贫苦农家。幼时好学，在家乡私塾为旁听生。后前往上海谋生，考取犹太地产商哈同洋行的收租员。由于勤奋、机敏、相貌英俊，得到哈同夫妇的赏识，成为爱俪园总管，并为他改名姬觉弥。
姬觉弥不仅精通商务，而且颇热心于文化事业。他在爱俪园内创办了仓圣明智大学，自任校长。该校课程注重《说文解字》和佛经，曾聘请王国维、章太炎等国学大师任教，王国维再次完成《戬寿堂殷墟书契考释》。徐悲鸿年轻贫困时，被姬觉弥收留在爱俪园担任美术指导，并资助其就读震旦大学。此外，姬觉弥还主持翻译了第一部《古兰经》中文全译本，1931年3月由爱俪园广仓学窘出版。
1931年和1941年，哈同和他的中国籍妻子（中法混血）罗迦陵先后去世，两人留下的遗嘱有很大出入。其中罗迦陵留下的遗嘱中，姬觉弥可以得到400万元。哈同夫妇的20名中外国籍的养子女为此层进行旷日持久的诉讼。
1949年，姬觉弥移居香港，1964年在香港逝世。